# کاپرونا، ویکوپیسانو
کاپرونا (به ایتالیایی: Caprona) یک منطقهٔ مسکونی در ایتالیا است که در ویکوپیسانو واقع شده‌است. کاپرونا ۵۴۳ نفر جمعیت دارد و ۱۱ متر بالاتر از سطح دریا واقع شده‌است.